# Золотая рыбка
Кара́сь кита́йский, или золота́я ры́бка (лат. Carassius auratus) — вид пресноводных лучепёрых рыб рода карасей. Её предок был одомашнен человеком ещё в VII веке нашей эры. Является одной из самых популярных аквариумных рыб и представлена целой группой пород домашних аквариумных животных, полученной в результате многовековой направленной гибридизации и селекции особей с определёнными случайными признаками, возникшими в результате мутаций. Одним из устаревших именований всех домашних и прудовых «золотых рыбок» было «золотые карпы», происходящее от общего научного систематического названия — семейства карповых.

## Этимология
Наименование группы обусловлено названием одного из прародителей всех пород «золотых рыбок»: первой, культивированной из обыкновенного серебряного карася (лат. Carassius gibelio) аквариумной рыбки красно-золотистого цвета с металлическим отливом — представителя семейства Карповые, которую величаво именовали «золотой рыбкой».
В русском наименовании аквариумного домашнего животного применяется только уменьшительно-ласкательная форма от слова «рыба» — рыбка (множественная форма от слова «рыбы» — рыбки), как маленькие и любимые питомцы: «золотые рыбки».

## Ареал
Распространение вида: водоемы Центральной Азии, Китай, Япония, интродуцирован в водоемы многих стран мира.

## Описание
Наибольшая длина тела 31 см, масса до 350 г, продолжительность жизни до 10-12 лет. Тело короткое, высокое, немного угловатое, едва уплощенное с боков, покрыто плотной шероховатой чешуёй. На каждом последнем не разветвленном луче спинного и анального плавников имеется 15 увеличенных зубчиков. Верхний край спинного плавника с небольшой выемкой или прямой.
Общий фон окраски исходной формы стального и серебристого цвета. Спина темная, зеленовато-серая, бока серовато-серебристые, брюхо серовато-сизое, иногда желтоватое. Спинные, грудные и хвостовой плавники серые, брюшные и анальный серые с розовым оттенком. Радужка глаз обычно оранжевая. Путем искусственного отбора получена самая разнообразная расцветка у различных пород — от желтовато-серебристой и оранжевой до красной и чёрной, с различными переходами.

## Биология
Пресноводная озерно-речная придонная стайная жилая рыба, неприхотлива к окружающей среде. Живёт в глубоких пойменных водоемах с развитой растительностью и чистыми плесами (широкое водное пространство или часть водоема, отличающаяся большей глубиной, чем соседние), избегает очень заросших мест. Половой зрелости достигает в возрасте 2-3 лет, самцы при длине 6,5-10,5 см и массе 30-50 г, самки соответственно при 6,8-11 см и 50-80 г. Размножение с конца апреля до середины августа. У рыб длиной 7-18 см плодовитость составляла 24-118 тыс. икринок. Нерест порционный, происходит при температуре воды 13,5-24,4 ° С, проходит на прогретых мелководьях. Икра клейкая, откладывается на растительность. При температуре воды 23-25 °С личинки выходят за 2-2,5 суток после оплодотворения икры. Питается организмами планктона, бентоса и мягкой растительностью.

## История
История селекции золотых рыбок Азии насчитывает не менее тысячелетия и возникло от детского увлечения к собирательству, при котором в жилище приносилась и обустраивалась в садках, в загонах, в колодцах, в кадках и бочках всякая мелкая и средняя живность — в качестве первых своеобразных питомцев дома.
В Китае и в Корее более тысячи лет тому назад занимались не только рыбной ловлей, но и разведением и выращиванием золотых рыбок. За годы селекционной работы китайских рыбоводов появились и закрепились природные мутации с радикальным изменением формы тела, а также строения плавников, глаз, структуры кожных покровов и окраски рыбы — были получены декоративные формы и цветовые вариации, ставшие основой большей части известных сегодня пород.
Первое письменное упоминание о золотых рыбках с красной чешуёй пришло из Китая времён правления династии Цзинь (265—420 года нашей эры). В те времена эти рыбки были замечены в одном из озёр горы Лушань, района реки Хонгха близ современной провинции Шэньси, которая протекает к югу Китая и в северной части Вьетнама. В древнекитайском трактате Шань хай цзин, предположительно написанном на рубеже нашей эры, есть также запись о «красном карасе». Однако нет никакой уверенности в том, что именно эти дикие представители были предками сегодняшней золотой рыбки. Предполагается, что красная расцветка была получена в результате целенаправленной селекционной работы первых любителей домашних животных во времена правления династии Тан (618—907 годы новой эры).
Возможно, что появлению рыбок необычных форм и расцветок способствовала практика распространенного тогда буддизма: из общегуманных соображений «неправильных» и «уродливых» рыбок не уничтожали, а селили в специально обустроенных хозяйствах и запрудах, а затем и в декоративных сосудах и ёмкостях. Так в Китае стали появляться «милосердные пруды», а обычай долгой отсрочки смерти для животного стал именоваться «фан-шэн» (выпуская жизнь).
После 960-х годов, уже во времена империи Сун, золотые рыбки, наряду со многими другими животными, стали популярными питомцами домашних бассейнов. Этот период считается началом одомашнивания золотых рыбок и их спутников. Первоначально рыбки были украшением состоятельных домов и поместий, размер которых позволял устраивать частные пруды и бассейны с фонтанами.
Популярность и спрос на золотых рыбок стал основой бизнеса по их массовому разведению и продаже. Уже в XIII веке появляется новый подвид золотой рыбки под названием «ю-эр-Хо». Начиная с этого периода и до XVI века рыбы постепенно перемещаются из просторных бассейнов и богатых домов в жилища множества простых китайцев.

### Азиатские пути
История распространения золотых рыбок в Азии не вполне ясна. Вероятно, что в первую очередь рыбки распространились в Индокитае и соседних с Китаем странах, а затем — в начале XVI века, попали в Японию, ставшую родиной многих новых разновидностей. Японские селекционеры, стремившиеся в соответствии с традициями национального искусства создавать изысканные и гармоничные формы, стали признанными лидерами в разведении золотых рыбок.

### Золотые рыбки в Европе
В XVII веке через голландских и португальских купцов животные попали в Европу, где первоначально имели огромную стоимость, так что их содержание могли себе позволить лишь очень обеспеченные люди. В XIX веке постепенно развивается как поставка рыб из Китая, так и разведение их на местах, что приводит к снижению цен. Тем не менее до настоящего времени основные разновидности золотой рыбки представляют собой породы, привезённые из стран Дальнего Востока. Первые известные упоминания о завозе золотых рыбок в Европу из Китая (провинция Чжэцзян) датируются 1611, 1691 и 1728 годами.
Точных сведений о приоритете «золотых» в странах европейской части, которая импортировала рыбок — нет. По одним сведениям, они поступили из Макао, а по другой версии — аквариумных рыбок доставили c Явы и Южной Африки, в Португалию. Известно, что было это в XVII веке, так как в литературе упоминается две даты: 1611 и/или 1691 годы, но из-за отсутствия чёткого источника — даты приводятся под вопросом. В тот же период времени (1691 год) указывается и Англия. В XVIII веке аквариумные золотые рыбки получили распространение по всей территории Европы и достигли России. Первые «счета» о продаже рыбок на северных территориях Европы были зафиксированы в Голландии в 1728 году.

### Российский приоритет
Множество караванных путей простиралось по просторам земли и меняло свои направления из Восточной Азии на запад в Европу, заходя на древние земли современной России, а по великому шёлковому пути (кит. 丝绸之路) доставляли не только шелка и пряности. Одними из первых попали на европейскую часть русской земли и «золотые рыбки». Упоминания о заморских золотых рыбках в России встречаются уже в свидетельствах XV века — времён Великого князя московского Василия Тёмного. В XVI веке царь Иван Грозный неоднократно получает в дар золотых рыбок от иноземных послов в стеклянных шарах, а во второй половине XVII века в «Аптекарском саду» царя Алексея Михайловича устанавливается ваза с золотыми рыбками, преподнесённая в дар англичанами, что привело к появлению придворных рыбоводов. При Петре I баснословно дорогие, но модные «склянки» с диковинными рыбками стали появляться и у некоторых приближённых царя, а в 1790 году — на вечере в честь Екатерины II князь Григорий Потёмкин представил свету золотых рыбок — диковинку всё ещё огромной цены.

### США
В США золотые рыбки появились в 1874-1878 годах и стали родоначальниками коллекции государственного питомника в Вашингтоне.

### Трагедии революций и современность
Времена «китайской культурной революции» (1965-1976 гг) не обошли стороной и одомашненных селекционных животных: ценное и редкое поголовье многих пород золотых рыбок было варварски уничтожено в массовом количестве. Были расстреляны производители-селекционеры золотых рыбок, а также некоторый обслуживающий персонал — как «враги народа и пособники империализма». В провинции Чжэцзян были полностью разрушены все рыбные хозяйства. Страна потеряла не только ценное поголовье, но и традиции технологий древнего производства, которым зарабатывали на жизнь очень многие жители страны. В тяжёлые послереволюционные голодные годы некоторые граждане пытались восстановить разведение золотых рыбок и хотя бы этим зарабатывать, чтобы прокормить семью. В августе 1978 года между Китаем и Японией был подписан договор о мире, дружбе и сотрудничестве, согласно которому японская сторона помогла восстановить технологии разведения и выращивания золотых рыбок в Китае и передала китайской стороне взрослое поголовье ценных пород рыб.
Во многих городах мира образованы общества и ассоциации любителей золотых рыбок, которыми устраиваются выставки и конкурсы с присуждением призов за лучшие образцы.

### Интродукция в естественную среду
В Австралии в последнее время некоторые владельцы аквариумных золотых рыбок стали выпускать их в естественные водоёмы, где они успешно прижились. В результате в богатых пищей водах рыбки значительно выросли — многие из них весят больше килограмма, а самый крупная отловленная особь имела массу 1,9 кг. При этом австралийские ученые пришли к выводу, что золотые рыбки представляют серьёзную угрозу местной экологии — они уничтожают кормовую базу, поедают икру других рыб и распространяют инфекции, а также поднимают со дна ил и истребляют водоросли.
В июле 2021 года жители Бернсвилла (Миннесота, США) заметили, что в одном из местных водоёмов рыба стала очень мелкой, хотя раньше там часто ловилась крупная рыба. Чиновники, отвечающие за охрану дикой природы, провели инспекцию и обнаружили в озере популяцию золотых рыбок. Отдельные особи достигали веса трёх килограммов, а по размеру были сравнимы с футбольным мячом.

## Содержание
Первоначальное содержание золотых рыбок осуществлялось в запрудах и небольших водоёмах, а также деревянных кадках, которые впоследствии были стилизированы в незамысловатые шарообразные чаны из глины, а затем и в вазы из керамики и фарфора — для более состоятельных покупателей из высшей знати общества. В 1369 году китайский император Хунъу организовал производство больших фарфоровых сосудов для содержания в домашних условиях серебряного карася. Подобные чаны — первое подобие домашнего аквариума, так и назывались: «рыбий пруд» или «урна дракона», что характеризовало их относительно большие размеры. Широкая горловина чана позволяла наблюдать за рыбками снаружи — как в пруду: отчего селекция имела целью создание рыб, которые выглядели красивее при виде сверху. Дорогие фарфоровые вазы в форме овалов, шаров, бочонков и низких широких ваз (наподобие глубокой тарелки) отличались изяществом: их украшали росписью и лепниной. Для устойчивости сосуда изготавливались стилизованные ножки в виде лап животных или плавников рыб, а также специальные подставки. Такие изделия требовали большого мастерства художника, опыта и технических возможностей в работе с тонким фарфором и керамикой. Иногда на дно насыпалось небольшое количество песка и высаживались растения, но обычно сосуды были пусты, и в чистой воде содержались только одна или несколько рыбок.
В современных аквариумах, как и в прежние времена, содержание золотых рыбок не составляет значительных сложностей. Рыбы живут при комнатной температуре и подогрева не требуют. В небольших сосудах с рыбками необходима обильная аэрация воды — продувка воздухом. Количество особей на аквариум берётся из расчёта 2-х кубических дециметров объёма на одну взрослую рыбу. Возможно содержание с другими нехищными видами рыб, особенно с несклонными к обкусыванию плавников. Следует помнить, что декоративные разновидности золотых рыбок плохо приспособлены к конкурентной борьбе, в том числе — за корм.

### Декорация аквариума
При украшении аквариума следует избегать камней и раковин с острыми краями или коряг с острыми сучками, так как достаточно велика опасность травматизации животных. Растения желательно высаживать с твёрдыми листьями, иначе золотые рыбки начнут объедать их. Исключение составляют вольфия, риччия и ряска, входящие в рацион животных.
Нередко породы золотых рыбок (особенно разновидности телескопов и вуалехвостов) содержат в пустых, недекорированных изнутри аквариумах.

### Кормление
Золотые рыбки всеядны. Кроме указанных выше растений, в качестве растительных кормов можно использовать свежие листья салата и крапивы. Животные корма — мотыль, трубочник, дождевые черви и так далее. Охотно поедают круто сваренные и промытые в проточной воде каши из риса, пшена, гречихи и других круп. Возможно кормление сухим кормом. Необходимо помнить, что золотые рыбки склонны к перееданию, приводящему к болезням, однако именно эту особенность использовали для выведения новых пород рыб тоже.

### Заболевания золотых рыбок
Наиболее распространены такие заболевания золотых рыбок, как Микобактериоз (рыбий туберкулез) - часто встречаемое и опасное заболевание, краснуха, плавниковая и ротовая гнили, Ихтиофтириоз и Гидродактилез.

### Продолжительность жизни и размеры в аквариуме
Средняя продолжительность жизни золотой рыбки составляет 15-20 лет. Размер в аквариуме при нормальных условиях содержания (при выполнении условия достаточности объёма аквариума) обычно не превышает 15-20 см.

### Объём аквариума для содержания золотой рыбки
Объём аквариума должен быть не менее 150 литров. По минимуму на каждую золотую рыбку должно приходиться не менее 50 литров воды.

### Разведение
Золотые рыбки становятся способными к размножению уже на первом году жизни, но для селекционных целей лучше подождать, когда рыбы достигнут полного развития — это происходит в возрасте от двух до четырёх лет.
Нерестовый период в естественных условиях приходится на апрель — май. В брачный период готовность рыб к размножению проявляется и в их внешнем облике: у самок и самцов на жаберных крышках появляются просовидные бугорки перламутрового цвета, а на грудных плавниках возникают миниатюрные пиловидные зазубрины. Брюшко самок, готовых к нересту, увеличивается в размерах. Самцы начинают активно преследовать самок, стараясь загнать их в мелководные и густо заросшие растениями места. Поэтому желательно, чтобы уровень воды в нерестовом аквариуме составлял не более 20 см.
Ориентировочный объём аквариума для размножения рыб — от 40 до 100 литров с чистой отстоявшейся водой. Желательна хорошая аэрация и освещение. Так как рыбы склонны к поеданию собственной икры, то на высоте 1—2 сантиметра от дна монтируют крупноячеистую сетку. Возможно использование аквариумов густо засаженных растениями. Сразу после нереста, длящегося от двух до пяти часов, производителей нужно удалить.
В течение года животные способны к размножению несколько раз. Мальки выходят из икринок на 2—6-й день, что зависит главным образом как от состояния погоды, так и температуры воды, причем прямой солнечный свет ускоряет их развитие, а тень, наоборот, задерживает.
В продолжение первых дней по выходе молодые рыбки движутся очень мало, висят большей частью или лежат между водяными растениями и питаются своим желточным пузырем, который снабжает их всем необходимым для их первоначального существования. Но как только этот запас истощится, мальки приступают к поиску пищи. Голод выводит их из этого состояния оцепенения и заставляет двигаться туда и сюда в погоне за пищей. Корм для мальков — артемия, коловратки или «живая пыль». Допустимо использование специальных кормов.
По мере развития рыб осуществляют их сортировку по нужным признаками. Далеко не все мальки наследуют облик родителей, очень часто большую часть выводка составляют золотые рыбки без особых признаков, характерных для той или иной разновидности. И наоборот — от невзрачных производителей могут получаться достаточно эффектные особи.
|  |  |

## Методика выведения новых пород
Сообщения о продаже новых видов золотой рыбки под наименованием «ю-эр-Хо» датируются XIII веком. Были ли они первыми селекционными объектами или просто «торговой маркой» предприимчивого китайского торговца, — сказать трудно, однако — записи, датированные 1590 годом, сообщают о сортах рыб с коротким телом и двойными хвостовыми плавниками, где также содержатся расплывчатые сведения о несколько увеличенном — телескопическом виде глаз. Подобные глаза золотой рыбки стали широко известны только в середине XVIII века, и стали популярны в Европе начиная с конца XIX века.
Предки японских пород золотых рыбок вакин, ранчу, рюкин и демекин — древние одомашненные и селекционные китайские разновидности рыб.
«Бесчешуйчатые» золотые рыбки появились в 1688 году, но долгое время оставались очень редкими и не имели распространения. Эта особенность была селекционно закреплена в породе ситцевого телескопа путём скрещивания шубункин с бесчешуйчатыми рыбами. Выведение пород с отсутствующим спинным плавником стало известно с 1726-го, представители которых попали в Европу в 1760-м году.

### Использованные в селекции подвиды
- Carassius auratus argenteaphthalmus (Nguyen, 2001)
- Carassius auratus auratus (Linnaeus, 1758)
- Carassius auratus buergeri (Temminck & Schlegel, 1846)
- Carassius auratus grandoculis (Temminck & Schlegel, 1846)
- Carassius auratus langsdorfii (Temminck & Schlegel, 1846)[13][14][нет в источнике]

### Вековые особенности
Содержание в тесноте и при больших количествах развивающейся молоди, отсутствие освещения, постоянное обильное кормление растительными и животными кормами холоднокровных животных в тёплой, а частую и в затхлой — переполненной бактериями воде, наполняло брюшко рыбок и раздувало их тело, создавая предпосылки к генетическим изменениям, закрепляемым селекцией.

### Современные методы
Современные достижения науки в выведении, или даже генетическом создании новых пород животных и сортов растений вышли на новый уровень селекционного развития. И хотя, в основном, эти работы находятся на стадии эксперимента, уже достигнуты кое-какие результаты. Трансгенные рыбы отличаются от своих исходных представителей окраской, формами и размерами тела. В их геном встраиваются фрагменты ДНК родственных видов, а иногда и совершенно отдалённых представителей различных семейств животного царства. При помощи генетики можно получить не только химер, но и избавить животных от многих заболеваний — повысив сопротивляемость организма. Ввиду того, что аквариумное рыбоводство является домашним увлечением человечества и не вторгается в границы природной среды обитания диких животных, генетические исследования в области селекции аквариумных рыбок находят своих почитателей. Для получения новой интересной и своеобразной породы домашнего животного не надо тратить века, и, даже годы и месяцы кропотливой селекционной работы — результат можно получить уже в первом поколении.

## Разновидности
За тысячелетия развития селекционного разведения «золотой рыбки», любителями и рыбозаводчиками не только Японии и Китая было выведено множество пород и вариационных разновидностей животного. Они стали популярными и любимыми домашними животными не только знати древности, а и многих людей по всему миру, удивляя зрителя своими необычными формами и красками.
Среди различных пород золотых рыбок существует две линии разновидностей, отличающихся формой своего тела:
- длиннотелые золотые рыбки
- короткотелые золотые рыбки

В таблице приводятся лишь несколько разновидностей разнообразных пород золотой рыбки, которых насчитывается в настоящее время несколько десятков (по отдельным статистическим данным — около 300 породных вариаций).
| Название                                                                                          | Изображение | Описание |
| ------------------------------------------------------------------------------------------------- | ----------- | --- |
| Обыкновенная золотая рыбка (англ. common goldfish                                                 |             | По форме тела и плавников мало отличается от природной формы. |
| Бабочка (англ. butterfly tail; дзикин (яп. 地金, слиток))                                         |             | Изящная порода аквариумной «золотой рыбки», отличающаяся оригинальным цветом кованого цветного металла и раздвоенным хвостовым плавником, напоминающим по форме крылья бабочки.                                               |
| Веерохвост (англ. fantail)                                                                        |             | Обыкновенная по форме тела золотая рыбка, но её двойной короткий хвост приподнят кверху или расположен горизонтально, так как время от времени веерохвост раскрывает его веером, отчего и получил своё оригинальное название. |
| Вуалехвост (англ. veiltail)                                                                       |             | Короткое яйцеобразное или шаровидное тело, все плавники сильно удлинённые, хвостовой плавник имеет шлейфовидный вуалевый раздвоенный, растроенный и даже расчетверённый вид.                                                  |
| Жемчужинка (англ. pearlscale; тинсюрин (яп. 珍珠鱗, чешуя из редкого жемчуга))                    |             | Короткое вздутое яйцеобразное тело, все плавники короткие, на теле отдельные, крупные, похожие на жемчужинки чешуйки. |
| Комета (англ. comet; комэтто (яп. コメット)                                                       |             | Более удлинённое тело, как и все плавники, хвостовой плавник одинарный. |
| Львиноголовка (англ. lionhead)                                                                    |             | Тело рыбки имеет вздутую форму «драконова яйца», а голова покрыта несколько похожими на землянику садовую сорта «Виктория» наростами, придающими ей вид головы льва или буйвола.                                              |
| Небесное око (англ. celestial eye; тётэнган (яп. 頂天眼 тё:тэнган, смотрящий вверх на небо))      |             | Зрачки глаз этой необыкновенной «священной» рыбки буддистов постоянно смотрят в небо. |
| Оранда (англ. oranda; оранда сисигасира (яп. 和蘭獅子頭, оранда львиноголовая, «оранда» — атэдзи) |             | Короткое яйцеобразное тело, все плавники удлинённые, с большими наростами на голове между глаз. |
| Пузыреглаз (англ. bubble eye; суйхоган (яп. 水泡眼 суйхо:ган, дословно «пузыреглазый»))           |             | Имеют большие глаза и приглазные пузыри, наполненные жидкостью и висящие по обе стороны головы. |
| Ранчу (англ. ranchu; рантю (яп. 蘭鋳 рантю:, дословно «отлита в орхидее»))                        |             | Короткое яйцеобразное тело, спинной плавник отсутствует, все плавники укороченные, на голове наросты. |
| Рюкин (англ. ryukin; (яп. 琉金 рю:кин, золото Рюкю)                                               |             | Отличается очень шаровидным телом с высокой, искривлённой горбом, спиной. |
| Телескоп (англ. telescope eye; дэмэгин (яп. 出目金, пучеглазая золотая рыбка))                    |             | Короткое яйцеобразное тело, все плавники удлинённые. Особенное внимание обращается на длину и форму хвостового плавника. У рыб этого вида большие, телескопически выпуклые глаза.                                             |
| Вуалевый телескоп (англ. veiltail telescope eye)                                                  |             | Короткое яйцеобразное тело, все плавники удлиненные, хвостовой плавник раздвоенной вуалевой формы. У рыб этого вида большие, телескопически выпуклые глаза.                                                                   |
| Чёрный телескоп                                                                                   |             | Рыбка бархатно-чёрного цвета. Короткое яйцеобразное тело, все плавники удлинённые. Особенное внимание обращается на длину и форму хвостового плавника. У рыб этого вида большие, телескопически выпуклые глаза.               |
| Шубункин (калико) (англ. shubunkin; сюбункин (яп. 朱文金, красная парча))                         |             | От обычной золотой рыбки отличается прозрачными чешуйками и очень пестрой разнообразной «ситцевой» окраской. |
| Помпона (ханафуса) (англ. pompom)                                                                 |             | От обычной золотой рыбки отличается рыхлыми мясистыми наростами на обеих сторонах головы вокруг ноздрей («золотая рыбка с помпонами»).                                                                                        |

## В культуре
Золотой рыбкой называют также фольклорный и литературный персонаж — рыбу, умеющую говорить на человеческом языке и исполнять желания.

### Народные праздники
В Иране золотые рыбки используются для украшения праздничного стола во время новруза — новогоднего торжества день весеннего равноденствия.

### Декоративно-прикладное и изобразительное искусство
С момента появления и распространения золотых рыбок в качестве популярных домашних питомцев, их изображения появились в форме украшений и сувениров из различных материалов. В дереве и глине, резном камне и в литом металле, в изделиях из стекла и современной пластмассы можно приобрести различные стилизованные украшения для дома и приусадебного участка. Художники отображали и продолжают отражать красоту форм и окраски, а также поведение золотых рыбок на столовых сервизах и кухонной посуде, на цветочных вазах и различных размеров кувшинах, на табакерках и шкатулках. О них сочиняли удивительные истории и сказки, продолжают слагать стихи и песни.

### Кинематограф
Золотые рыбки фигурируют в художественных фильмах «История золотой рыбки» (Франция, 1974) и «Золотые рыбки» (СССР, 1981).

## В качестве лабораторных животных
Золотые рыбки используются в различных научных исследованиях в качестве модельных лабораторных животных. Они были использованы для изучения поведения рыб в состоянии невесомости.

## Критика
По утверждению защитников природы и животных, золотые рыбки подверглись наиболее сильному насилию с целью получения новых «уродливых форм» и поведенческих характеристик, достигаемых при содержании и выращивании рыб в стеснённых условиях — без достаточного или избыточного количества воздуха (кислорода, растворённого в воде) и отсутствия света, перекармливания растительными и животными кормами с добавлением различных добавок для достижения видоизменений в формах тела и глаз, а также последующим закреплением полученных качеств в геноме будущих поколений.